# Ait Erkha
Ait Erkha  (in arabo أيت الرخا‎?) è un centro abitato e comune rurale del Marocco situato nella provincia di Sidi Ifni, regione di Guelmim-Oued Noun. Conta una popolazione di 5 112 abitanti (censimento 2014).